# Іліас Росідіс
Іліас Росідіс (грец. Ηλίας Ρωσίδης, нар. 3 лютого 1927, Пірей — пом. 27 грудня 2019) — грецький футболіст, що грав на позиції захисника. Відомий за виступами насамперед у складі пірейського «Олімпіакоса», в складі якого 7 разів ставав чемпіоном Греції та 9 разів володарем Кубка Греції, а також у складі національної збірної Греції, у складі якої в 1951 році став переможцем Середземноморських ігор.

## Клубна кар'єра
Іліас Росідіс розпочав виступи у професійному футболі в 1948 році в складі команди «Олімпіакос» з Пірея. У складі пірейської команди грав до 1961 року, був постійним гравцем основного складу команди, став у її складі 7-разовим ставав чемпіоном Греції та 9-разовим володарем Кубка Греції, загалом зіграв у складі пірейської команди понад 500 матчів у всіх офіційних турнірах.
У 1962 році Росідіс став гравцем грецького нижчолігового клубу «Візас», в якому грав до 1964 року, після чого завершив виступи на футбольних полях. Помер Іліас Росідіс у грудні 2019 року.

## Виступи за збірну
З 1951 року Іліас Росідіс грав у складі національної збірної Греції. У цьому ж році він грав у складі збірної на турнірі Середземноморських ігор, на якому грецька збірна стала переможцем футбольного турніру. Наступного року у складі збірної Росідіс брав участь у літніх Олімпійських іграх 1952 року в Гельсінкі. У складі збірної грав до 1960 року, загалом провів у її складі 29 матчів, у яких забитими м'ячами не відзначився.

## Титули і досягнення
- Чемпіон Греції (7):

«Олімпіакос»: 1950–1951, 1953–1954, 1954–1955, 1955–1956, 1956–1957, 1957–1958, 1958–1959
- Володар Кубка Греції (9):

«Олімпіакос»: 1950–1951, 1951–1952, 1952–1953, 1953–1954, 1956–1957, 1957–1958, 1958–1959, 1959–1960, 1960–1961
- Переможець Середземноморських ігор: 1951